# Dirka po Franciji 1965
Dirka po Franciji 1965 je bila 52. dirka po Franciji, ki je potekala leta 1965.

## Pregled
| Kategorije                          | Podatki      |
| ----------------------------------- | ------------ |
| Začetek-konec                       | Köln - Pariz |
| Dolžina (km)                        | 4.177        |
| Število etap                        | 22           |
| Povprečna hitrost zmagovalca (km/h) | 35,866       |
| Kolesarjev                          | 130          |
| Tekmo končalo                       | 96           |